# Nahman Avigad

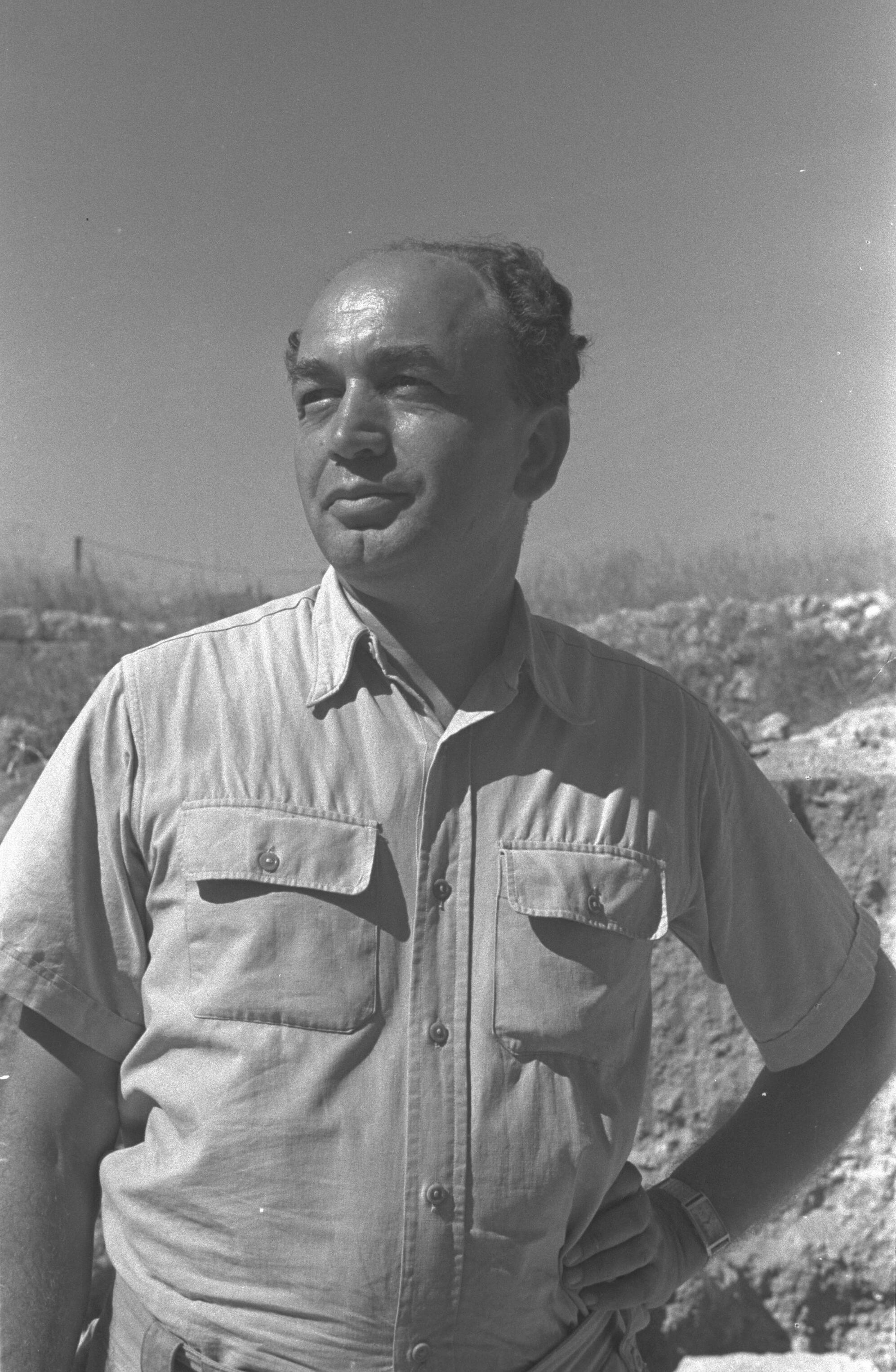
Nachman Avigad, 1950

Nachman Avigad (hebräisch נַחְמָן אֲבִיגַד Nachman Avīgad, in Sprachen ohne den Laut ch (IPA χ): auch Nahman, eigentlich Reiss; * 25. September 1905 in Sawaliw, Galizien, Österreich-Ungarn; † 28. Januar 1992 in Jerusalem) war ein israelischer Archäologe und Epigraphiker.

## Leben
Nachman Avigad studierte Architektur in Brünn/Brno. 1926 emigrierte er in das britische Mandatsgebiet Palästina. 1928 heiratete er Shulamit Levin. Er nahm an den Ausgrabungen von Synagogen unter Elieser Sukenik in Beth Alpha und Chammat Gader teil.
1952 wurde er mit seiner Dissertation zu den Gräbern des Kidrontales in Jerusalem promoviert. Für diese Arbeit erhielt er 1954 den Bialik-Preis. Von 1949 bis zu seiner Emeritierung 1974 lehrte er an der Hebräischen Universität in Jerusalem.
1953 leitete er die Ausgrabungen in Bet Sche’arim. Außerdem nahm er an den Ausgrabungen in Massada und Qumran teil und edierte eine der Qumranrollen.
1969 wurde Avigad gebeten, die Ausgrabungen im Jüdischen Viertel in Jerusalems Altstadt zu beginnen. Unter den Funden befand sich eine der frühesten Abbildungen der Menora, wie sie im Jerusalemer Tempel stand. Ebenfalls wurden großzügig proportionierte Villen der Oberschicht der herodianischen Zeit (Herodianisches Quartier, Haus der Familie Qathros), Überreste der Nea-Kirche und eine 21 m breite Straße aus dem fünften Jahrhundert freigelegt, die die Grabeskirche mit der Nea-Kirche verband. Bis heute bleibt umstritten, ob die ebenfalls gefundene Mauer identisch ist mit der Mauer, die im Buch Nehemia als „breite Mauer“ erwähnt wird. Sie erstreckt sich über 24 m, hat eine Stärke von 7 m und ist auf den Fels des Tempelberges gegründet.
Als höchste Auszeichnung empfing Avigad 1977 den Israel-Preis in der erstmals vergebenen Kategorie Landeskunde Israels.

## Werke
- Discovering Jerusalem. Oxford 1984, ISBN 0631135332